# Karl Dietrich Adam
Karl Dietrich Adam (* 14. März 1921 in Heilbronn; † 14. März 2012) war ein deutscher Paläontologe.

## Hochschullaufbahn
Karl Dietrich Adam studierte in Erlangen, Göttingen und Tübingen mit dem Abschluss als Diplom-Geologe. 1946 wurde er Assistent an der Universität Erlangen. 1948 wurde er in Stuttgart mit einer Arbeit über die diluvialen Waldelefanten Mitteleuropas promoviert. Ihm gelang 1950 der erste Medusennachweis in der Germanischen Trias. 1967 folgte die Habilitation für das Fach Paläontologie mit einer Untersuchung über die mittelpleistozäne Säugetierfauna. Schon ein Jahr später fand eine Umhabilitation für das Fach Urgeschichte statt. Ab 1971 war Adam außerplanmäßiger Professor für Paläontologie und Urgeschichte an der Universität Stuttgart. Adam war möglicherweise der bislang am längsten kontinuierlich lehrende Hochschullehrer in Deutschland. Sein 100. Semester im Lehrbetrieb vollendete er 2001 im Alter von 80 Jahren. 2008 beendigte er im Alter von 87 Jahren nach 110 Semestern auch seine Lehrtätigkeit. Vorangegangen war die Aberkennung seines Status als ehrenamtlicher Mitarbeiter am Staatlichen Museum für Naturkunde in Stuttgart, nachdem sich Adam 2005 für die Rehabilitation seines Lehrers Gustav Riek, der SS-Offizier gewesen war, eingesetzt hatte.

## Tätigkeit an Museen
1950 übernahm er die Stelle des Hauptkonservators im Staatlichen Museum für Naturkunde in Stuttgart. Er baute besonders die Sammlung quartärer Säugetiere aus. Bis 1986 arbeitete er in diesem Museum, dessen geologisch-paläontologische Abteilung er am Ende seiner Tätigkeit dort leitete. Er trieb die Gründung und Einrichtung des Urgeschichtsmuseums in Steinheim an der Murr voran und sorgte für den Ausbau der paläontologischen Abteilungen der dezentralen Museen Baden-Württembergs, darunter waren die Schausammlungen im Federseemuseum in Bad Buchau, in Benningen, Fellbach, Mauer, Mühlacker, Renningen, Schorndorf und in Sindelfingen und das Meteorkratermuseum in Steinheim am Albuch.

## Sonstiges
In Steinheim an der Murr gibt es einen Karl-Dietrich-Adam-Weg.

1942 wurde er als Angehöriger deutscher Truppen bei El Alamein schwer verwundet.

## Werke
- Karl Dietrich Adam: Homo steinheimensis – Der Fund des Urmenschen von Steinheim an der Murr vor 75 Jahren – Ein Markstein in der Geschichte der Menschheit. (2009) ISBN 978-3-86705-053-1.
- Karl Dietrich Adam, Hans Binder, Klaus Eberhard Bleich und Klaus Dobat: Die Charlottenhöhle bei Hürben. In: Verband der Deutschen Höhlen- und Karstforscher e. V. (Herausgeber): Abhandlungen zur Karst- und Höhlenkunde. Reihe A, Speläologie, Heft 3. Fr. Mangold’sche Buchhandlung Blaubeuren, München 1968.
- Karl Dietrich Adam: Das Steinheimer Becken – eine Fundstätte von Weltgeltung. Steinheim am Albuch, 1980.
- Karl Dietrich Adam: Aus der 200jährigen Geschichte des Stuttgarter Naturkundemuseums. Stuttgart : Staatliches Museum für Naturkunde, 1991, pdf.